# سيمون ديا
عثمان سيمون ديا (بالفرنسية: Ousmane Simon Dia)‏ (مواليد 17 يوليو 1992 في سانت كوينتين، فرنسا) هو لاعب كرة قدم يجيد اللعب في مركز المهاجم ويلعب حاليا لصالح إنتينت.

## المسيرة الرياضية
بدأ ديا مسيرته الرياضية في فالنسيان. في أكتوبر 2012 أعير ديا إلى لخويا القطري. خلال الفترة التي قضاها في النادي لعب ديا أربع مباريات للفريق الأول في دوري نجوم قطر.
في يناير عام 2014 وقع ديا لصالح أميين ولعب أول مباراة في مواجهة دونكريك.
في 14 أغسطس 2015 وقع ديا مع نادي ساينت كوينتين في مسقط رأسه بعد رفضه عرضًا من نادي سيرينج البلجيكي.

## الحياة الشخصية
والد ديا هو لاعب كرة القدم السابق علي ديا.